# Tadeusz Rut
Tadeusz Rut (Przeworsk, 11 ottobre 1931 – Varsavia, 27 marzo 2002) è stato un martellista e discobolo polacco.

## Biografia
Ai Giochi olimpici di Roma 1960 arrivò terzo nel lancio del martello, lanciando 65,64 m. Fu campione europeo della stessa specialità nel 1958.

## Palmarès
| Anno | Manifestazione  | Sede      | Evento              | Risultato | Prestazione | Note                  |
| ---- | --------------- | --------- | ------------------- | --------- | ----------- | --------------------- |
| 1958 | Europei         | Stoccolma | Lancio del martello | Oro       | 64,78 m     | Record dei campionati |
| 1960 | Giochi olimpici | Roma      | Lancio del martello | Bronzo    | 65,64 m     |                       |